# Stir frying

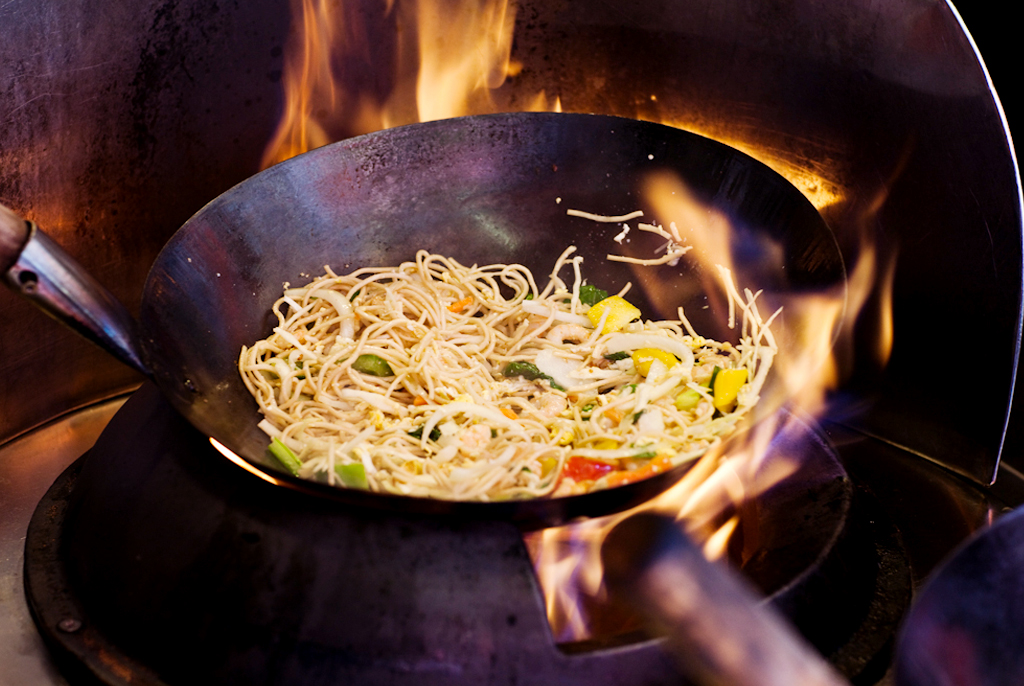
Stir frying (爆 bao) en un wok

Stir frying (manlleu de l'anglès) és una tècnica culinària que es fa servir per a denominar qualsevol de les dues tècniques de la cuina xinesa, chǎo (炒) i bao (爆). Ambdues tècniques difereixen només en la velocitat amb la qual s'executa la preparació dels plats, la quantitat de calor emprada, i com es llança el menjar en el wok. Els clients dels restaurants cantonesos jutgen l'habilitat del xef fent stir frying pel wok hii generat en el menjar. Es creu que això demostra la capacitat del xef extraient el txi del wok.

## Tècnica chǎo

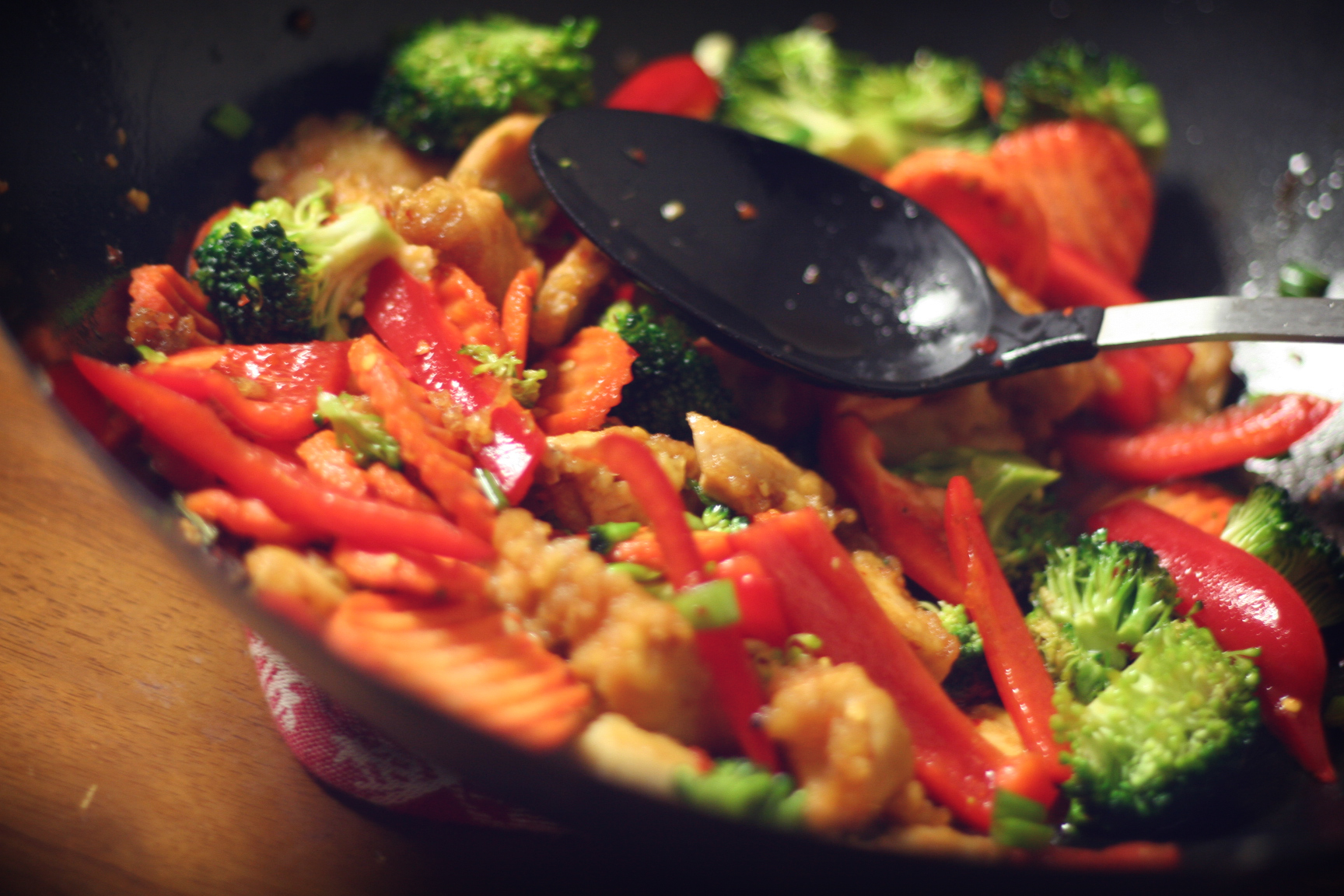
Pollastre al gingebre

Per a aquesta tècnica es fa servir un wok, una paella còncava tradicional, escalfada a altes temperatures. S'aboca llavors una petita quantitat d'oli vegetal dins el wok (hi ha un aforisme xinès que descriu aquest instant de la tècnica: "wok calent, oli fred"), seguit d'algun condiment sec (per exemple gingebre o all), quan els condiments comencen a fer olor s'afegeix i es comença a agitar la carn. Quan la carn quedi daurada i cruixent s'afegeixen els vegetals, l'arròs i els ingredients líquids (com ara algunes combinacions prèviament barrejades de salsa de soja, vinagre, vi, sal, sucre i midó de blat de moro). Llavors el wok es pot cobrir durant un instant perquè els vapors dels aliments líquids s'escalfin i s'impregnin en els nous aliments. Per tal de mantenir la carn sucosa, sovint el xef la traurà del wok abans d'afegir els vegetals, per retornar-la al wok just abans que els vegetals estiguin fets. En alguns plats, o fins i tot si les condicions de la cuina són inadequades, els components es fregeixen per separat abans de ser combinats en un plat final (o fins i tot si el xef decideix que les aromes i sabors de la carn i els vegetals han de romandre diferents).
En aquesta tècnica el menjar es remou i es llança molt ràpidament amb un cullerot (de metall o de fusta). Alguns xefs inclinen el wok perquè la flama encengui l'oli o aboquen un raig de vi per a donar sabor addicional al menjar. Emprant aquest mètode, molts plats es realitzen en un temps violentadament ràpid (de l'ordre de minuts).
Alguns plats que requereixen més temps es cuinen abocant un raig d'aigua després d'agitar-ho. Llavors el wok es cobreix amb una tapa. Tan aviat com el vapor comenci a sortir de sota la tapa, el plat està llest. En aquest cas, l'aliment es fregeix a altes temperatures per donar-li gust i després es cou al vapor per assegurar-se que està cuinat completament.

## La tècnicabao
Els ingredients principals es tallen en peces petites per afavorir el cuinat. En aquesta tècnica el wok s'escalfa fins al vermell viu, just llavors s'afegeix l'oli, els condiments i les carns en una successió ràpida i gairebé sense pausa entre ells, només durant alguns segons per afegir més ingredients com espècies, brous o vegetals. Quan es considera que el menjar està preparat s'extreu del wok, esbandint aquest immediatament amb aigua fins no deixar restes d'ingredients que es podrien cremar i carbonitzar per la calor residual, amargant els següents àpats.
A més en la tècnica bao sovint s'utilitzen greixos amb punts de Hume elevats com són la mantega o l'oli de cacauet.